# Yellowstone Natural Bridge

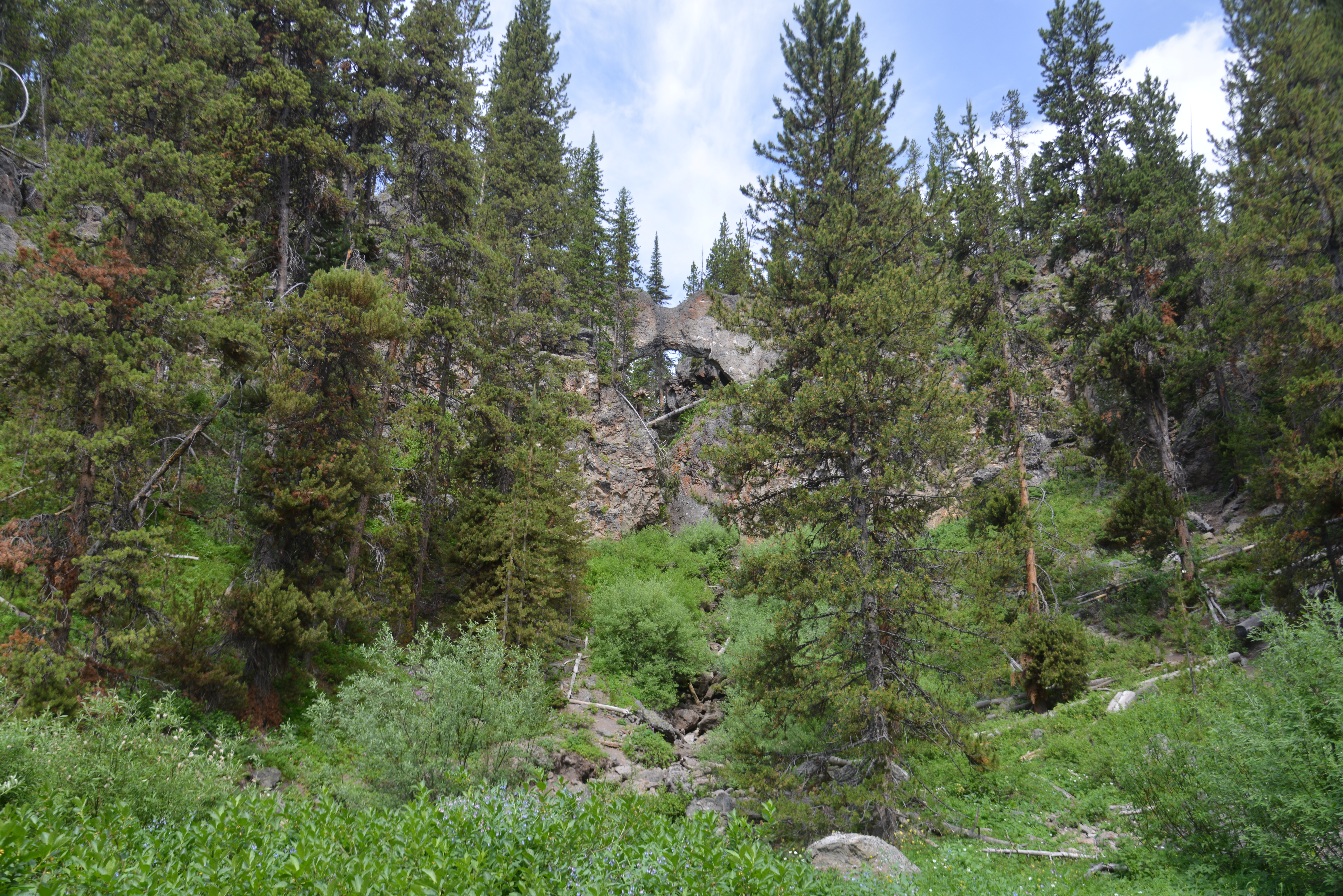
Zone entourant le Yellowstone National Bridge.

Yellowstone Natural Bridge est une arche naturelle située dans le parc national de Yellowstone, dans le Wyoming, aux États-Unis. L'arche est située à une altitude de 2 433 mètres et peut être atteinte en faisant une randonnée d'environ 2 km du parking de la marina de Bridge Bay. L'arche mesure 16 mètres de haut et a été créée lorsque l'eau a érodé la roche rhyolite environnante.